# آرمل
آرمل (فرانسوی: Armelle‎؛ زادهٔ ۲۳ ژوئیهٔ ۱۹۶۹) هنرپیشه، کمدین، فیلم‌نامه‌نویس اهل فرانسه است.
از فیلم‌ها یا برنامه‌های تلویزیونی که وی در آنها نقش داشته‌است می‌توان به کایرا، معجون زمان ۲، سرنوشت شگفت‌انگیز املی پولن، آن‌سوی زندگی و بچه‌های پاریس اشاره کرد.